# Mavacamten
Mavacamten, comercializado bajo la marca Camzyos, es un medicamento para tratar la miocardiopatía hipertrófica obstructiva (HCOM). Se administra por vía oral.
Los efectos secundarios comunes incluyen mareos y síncopes. Otros efectos secundarios pueden incluir insuficiencia cardíaca. Su uso durante el embarazo puede dañar al bebé. Es un inhibidor de la miosina cardíaca.
Mavacamten se aprobó en 2022 en los Estados Unidos para uso médico. No estuvo disponible en Europa ni en el Reino Unido hasta 2022. En Estados Unidos un mes de medicación cuesta 7.800 dólares aproximadamente.